# Дрёри, Херберт Джеймс
Херберт Джеймс Дрёри (англ. Herbert James Drury; 5 января 1883, Ливерпуль — 11 июля 1936, Waterloo, Мерсисайд) — британский гимнаст, бронзовый призёр летних Олимпийских игр 1912 года в командном первенстве. Участвовал также в командных соревнованиях на Олимпиаде 1908 года (8-е место).